# Почеп
По́чеп — город (с 1925 года) в России, административный центр Почепского района Брянской области. Образует Почепское городское поселение.
Население — 14 991 чел. (2021). Население — ↘14 283 чел. (2025).

## География
Город расположен на реке Судость, притоке Десны, в 84 км к юго-западу от Брянска.

### Климат
Преобладает умеренно континентальный климат. Июль — самый тёплый месяц в году, со средней температурой +18,7 °C, а самым холодным месяцем является январь, со средней температурой −7,8 °C.
Среднегодовое количество осадков — 540 мм.

## История

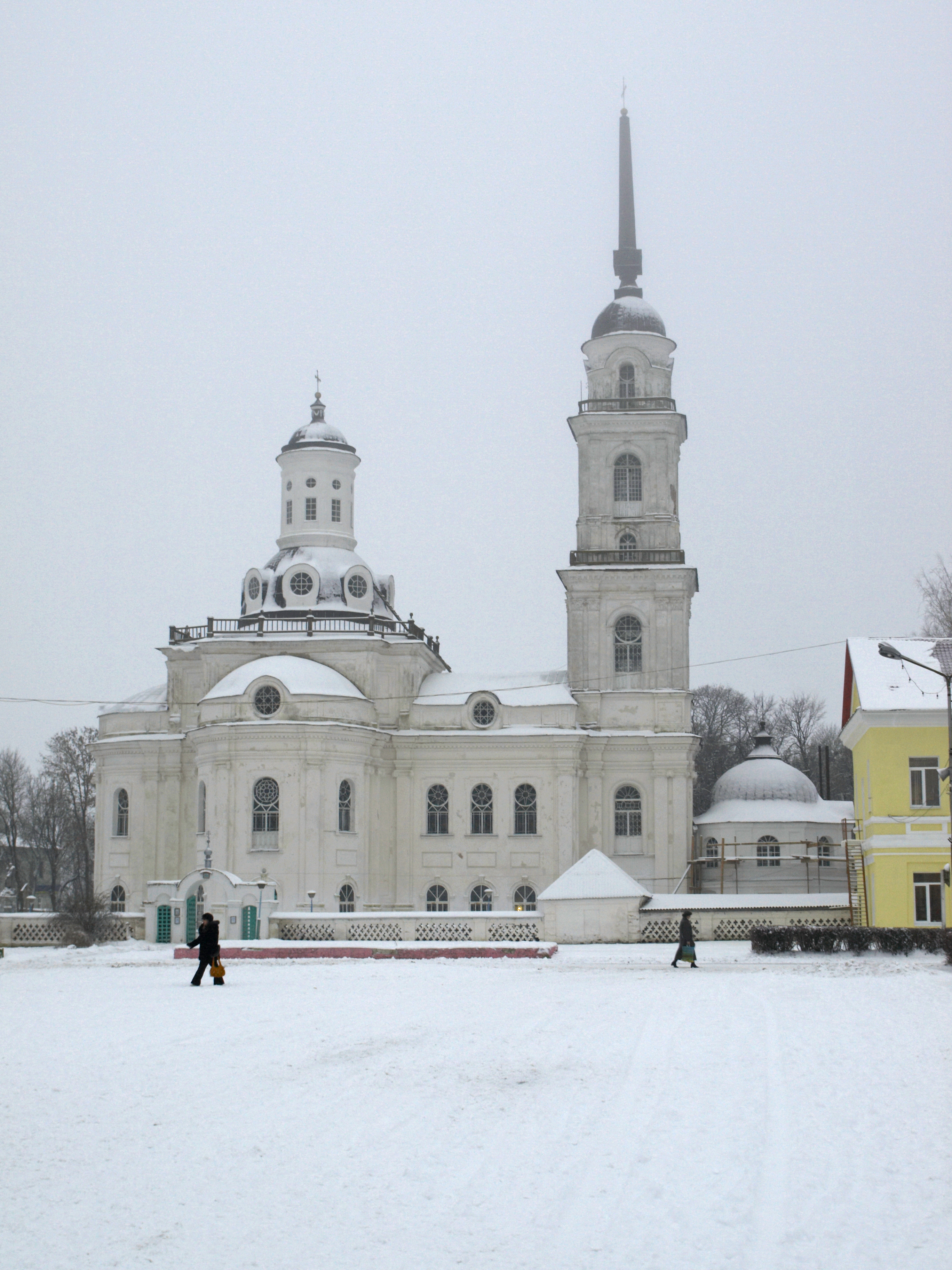
Воскресенский собор (1771)

Почеп — один из древнейших городов Брянщины — известен с 1447 года. В течение XVI—XVII веков город был сторожевой крепостью. В русских письменных источниках Почеп упоминается с 1488 года. У некоторых историков есть предположение, что он существовал под другим именем во время Батыева нашествия, но был уничтожен татаро-монголами и на 263 года исчез из летописей. В летописи 1508 года упоминается в связи с восстанием Глинских.
Долгое время город находился на юго-западной окраине Русского государства и подвергался нападениям литовско-польских сил, как, например, в 1534 и 1535 годах. Летом 1535 года польско-литовское войско под командованием гетманов Радзивилла и Тарновского захватило то, что осталось от города, сожжённого самими русскими. Летом 1565 года во главе 1600 всадников Ф. С. Кмита-Чернобыльский вступил в Северскую землю и взял Почеп. В дипломатическом документе по Ям-Запольскому мирному договору от 15 января 1582 года Почеп упоминается в числе русских городов. Во время Лжедмитрия II, в 1610 году, Почеп оказал ожесточённое сопротивление польским войскам и был сожжён, при этом погибло около 4 тысяч почепчан. По Деулинскому миру с 1618 по 1632 год находился в составе Речи Посполитой. В ноябре — декабре 1632 года русские войска ненадолго возвратили Почеп, но по Поляновскому миру 1634 он снова отходит под юрисдикцию Польши. Согласно Летописи Самовидца, в 1652 году был освобождён от польских войск, а после Переяславской Рады с 1654 года в составе Левобережной Украины был принят под юрисдикцию России и включён в новообразованный Стародубский полк.

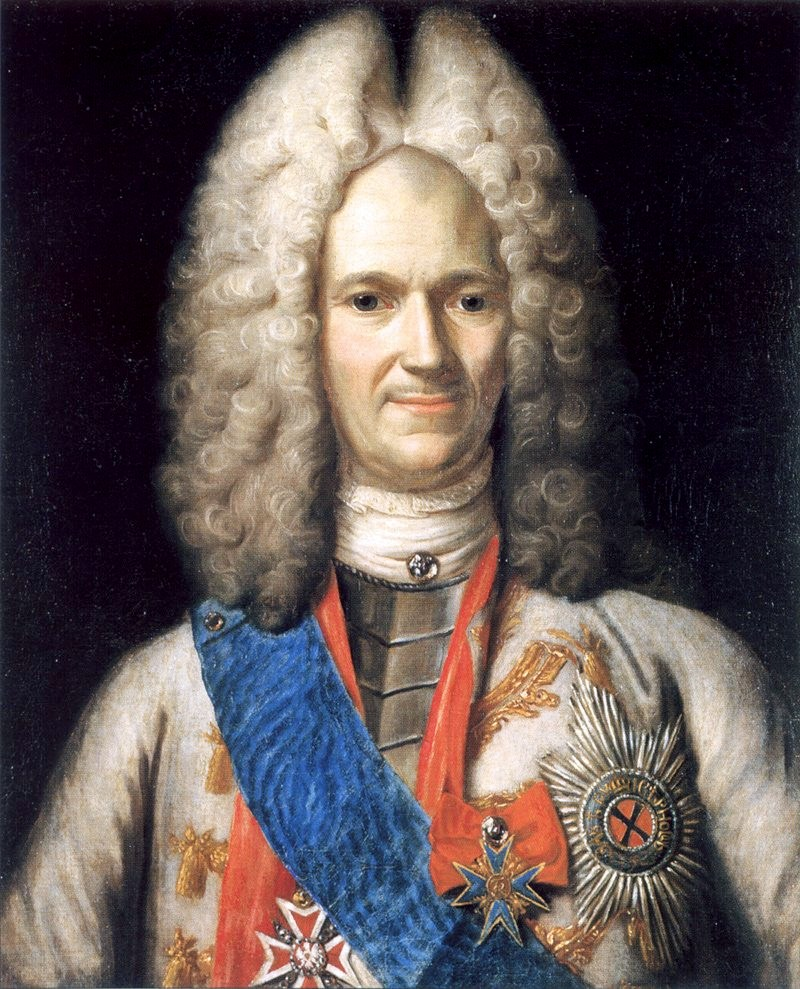
Владелец Почепа Александр Данилович Меншиков

До 1708 года относился к уряду гетмана И. С. Мазепы. С 1709 по 1727 годы был центром обширных владений А. Д. Меншикова — Почепской волости. С процедурой межевания её границ в интересах Меншикова связана скандальная история, дошедшая до Сената, так называемое «Почепское дело». В 1750 императрица Елизавета Петровна пожаловала город гетману К. Г. Разумовскому, по заказу которого около 1770 года был построен дворец с парком и величественный Воскресенский собор, по настоящее время являющийся знаковым символом города. Архитектором дворца был Ж.-Б. Валлен-Деламот, а собора — Антонио Ринальди. Украшением города являлись купеческие дома, церкви и храмы: Никольский, Введения, Спаса Преображения, Флора и Лавра, Антониевский и Сретенский.
В 1781 году, с упразднением сотенного деления, Почеп (в нём тогда было около трёх тысяч жителей) стал местечком в составе Мглинского уезда Новгород-Северского наместничества, с 1796 года  — в Малороссийской губернии, а с 1802 года — в Черниговской губернии. Долгое время оставался небольшим административным и торговым городком. Некоторое время Почепом владел А. К. Разумовский; после го смерти в 1822 году — его дочь В. А. Репнина-Волконская. В 1837 году имение было продано графу П. А. Клейнмихелю; последним его владельцем стал К. П. Клейнмихель.
В 1887 году через Почеп прошла Полесская железная дорога Гомель — Брянск, что обеспечило его преимущественное развитие по сравнению с уездным центром — Мглином. Это обстоятельство во многом повлияло на экономическое развитие города.

Во время Гражданской войны входил в ДМЗ между УНР и РСФСР, формально относясь к первому, являясь частью Северщины. По результатам советско-украинской войны был взят советскими силами, позже, одновременно с формированием УССР, был передан в состав РСФСР.

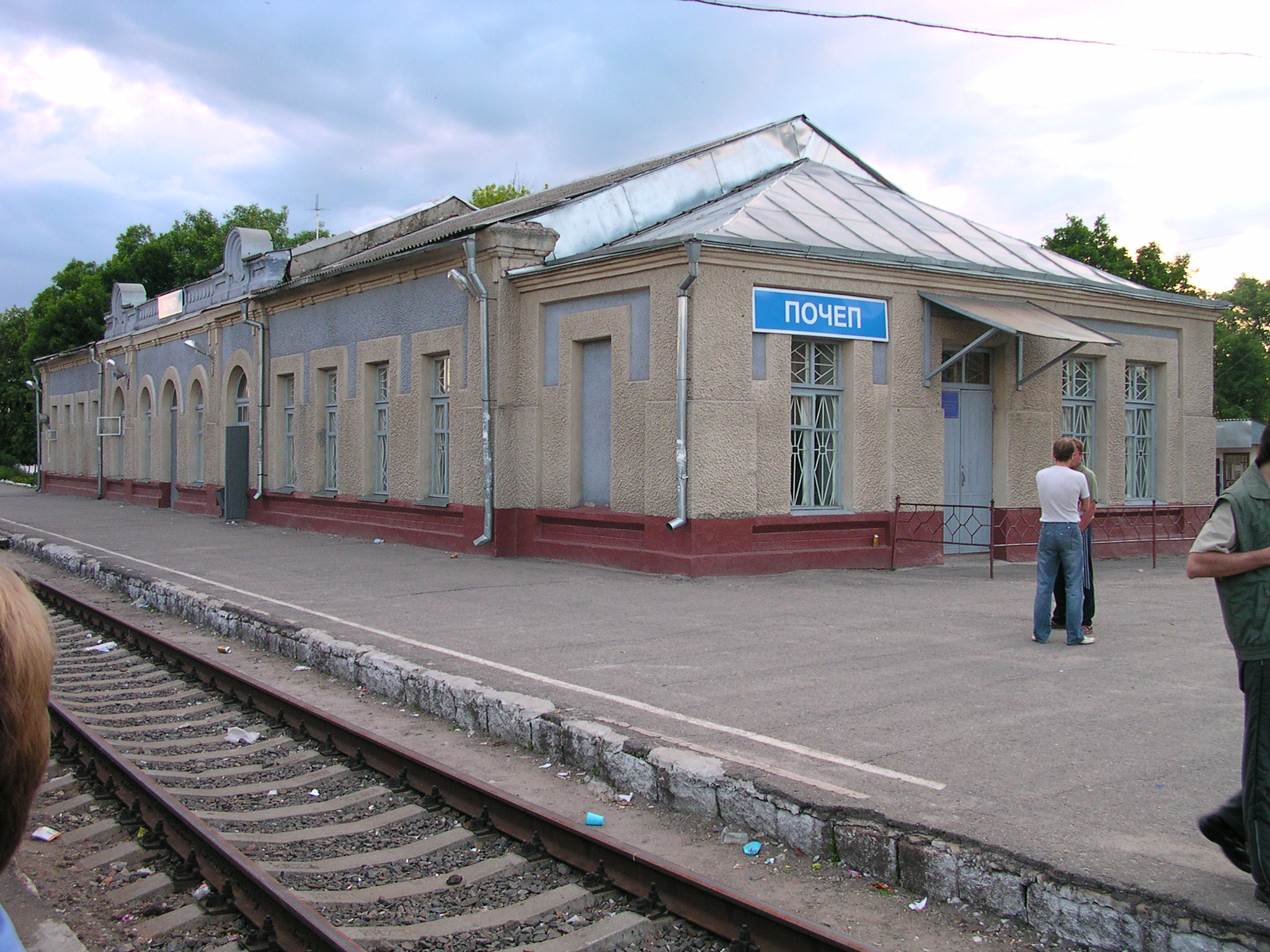
Здание ж/д вокзала Почепа

## Экономическая активность купцов
В Почепе находилось несколько промышленных заведений. С 1856 года действует пенькотрепальное заведение купца А. И. Антипенко с годовым производством в три тыс. пудов пеньки (1910), с годовым оборотом в 10 тыс. руб., имевшее по найму 14 рабочих, аналогичное предприятие купца С. А. Грабара, при 20 работниках, дававшее 5 вагонов пеньки, с годовым оборотом в 12 тыс. руб., заведение купца М. Н. Рудицкого, основанное в 1880 году, с годовым производством пенки в 30 тыс. пудов и оборотом в 100 тыс. руб. с использованием 45 наёмных рабочих. В 1902 году в Почепе была основана сигарная фабрика немецкого поданного Отто Шнака, которая была в 1910 году переведена в Погар. За 1910 год было произведено 618 пудов сигар и сигарет на 27 тыс. руб. при 100 наёмных работниках. В 1904 году граф К. П. Клейнмихель основал маслобойный завод, который у него в 1910 году арендовали И. С. Лифшиц и И. А. Певзнер. Завод за 1910 год произвёл сливочного масла на 32 тыс. руб., имея 12 рабочих, 1 дворника и 12 лошадей. С 1904 года мещане А. В. Рапопорт и К. Г. Френкель устроили заведение по переработке конопли, которое за 1910 год изготовило 15 тыс. пудов масла и 45 тыс. пуд. жмыха, что составило годовой оборот в 75 тыс. руб. при 7 рабочих по найму и 20 лошадях. Подобный этому завод основал в 1907 году мещанин А. Н. Ошеров, который при 15 работниках выдал в 1910 году 13 тыс. пудов конопляного масла и 39 тыс. пудов жмыха, при годовом обороте в 75 тыс. рублей.

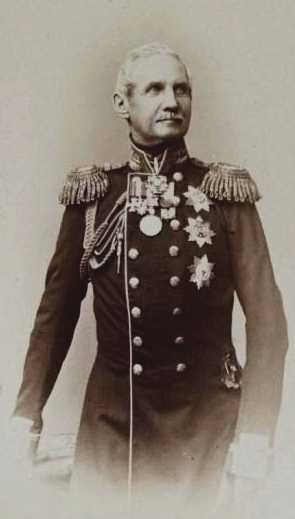
Владелец Почепа П. А. Клейнмихель. Фото Г. И. Деньера, ок. 1865—1869

## Образовательные учреждения
С 1881 года действовало двухклассное сельское народное училище от министерства народного просвещения.
В 1906 году в Почепе открылась частная прогимназия с правами. Её учредителем стала дочь известного морского офицера В. И. Галанина Мария Валериановна Литвиненко. В 1907 году по решению Мглинского земского собрания было открыто Почепское начальное земское училище. В 1910 году в Почепе с разрешения МВД было зарегистрировано «Почепское общество вспомоществования нуждающимся учащимся м. Почепа».
В 1917—1918 годах Почеп находился в составе Украинской народной республики (был частью земли Северщина) и Украинской державы П. Скоропадского.
В начале 1918 года была установлена советская власть.
19 февраля 1918 года на съезде советов Мглинского, Суражского, Стародубского и Новозыбковского уездов, который проходил в Унече под руководством П. Б. Шимановского, было принято решение об их объединении в связи с неприятием политики «германо-украинской Рады».
С 21 января 1918 года Почеп стал центром уезда в составе Черниговской губернии. Уезд был сформирован из части территории Мглинского уезда. Постановлением НКВД от 9 июля 1919 года северные уезды Черниговской губернии были переданы в состав новообразованной Гомельской губернии РСФСР.
С 5 мая 1923 года по 1929 год Почеп и уезд — в составе Брянской губернии РСФСР.
С 1929 года город становится центром района в Западной области РСФСР.
В 1937—1944 годы Почеп — в составе Орловской области.
21 сентября 1941 года захвачен германскими войсками в ходе Смоленского сражения. 21 сентября 1943 года освобождён войсками Брянского фронта.
С 5 июля 1944 года — в составе Брянской области.
Современный город имеет свой герб: «Щит пересечённый. В верхнем червлёном поле золотая мортира, сопровождаемая по сторонам пирамидами ядер натурального цвета. Нижнее поле рассечено. В правой лазоревой части стилизованная серебряная колба, сопровождаемая внизу сегментом золотой шестерни. В левой зелёной части стилизованный серебряный цветок картофеля. В зелёной вершине название города золотом. Подножие трижды пересечено: цвета ленты — зелёный, червлёный, зелёный». В застройке исторического города сохранились памятники архитектуры.

## Население
| 1866    | 1897    | 1917    | 1920    | 1926    | 1931    | 1939    | 1950    | 1959    | 1960    |
| ------- | ------- | ------- | ------- | ------- | ------- | ------- | ------- | ------- | ------- |
| 5300    | ↗10 800 | ↗16 000 | ↘11 800 | ↗13 500 | ↘11 900 | ↗15 558 | ↘12 300 | ↗15 700 | ↗15 800 |
| 1970    | 1979    | 1989    | 1992    | 1996    | 1998    | 1999    | 2001    | 2002    | 2003    |
| ↗15 995 | ↘15 933 | ↗16 868 | ↗17 500 | ↗18 100 | ↗18 200 | →18 200 | →18 200 | ↘17 064 | ↗17 100 |
| 2005    | 2006    | 2007    | 2009    | 2010    | 2011    | 2012    | 2013    | 2014    | 2015    |
| ↗17 200 | ↘17 100 | →17 100 | ↗17 114 | ↗17 161 | ↘17 148 | ↗17 621 | ↘17 168 | ↘16 975 | ↘16 681 |
| 2016    | 2017    | 2018    | 2019    | 2020    | 2021    |         |         |         |         |
| ↗16 748 | ↘16 663 | ↗16 687 | ↘16 539 | ↘16 389 | ↘14 991 |         |         |         |         |

На 1 января 2025 года по численности населения город находился на 794-м месте из 1124 городов Российской Федерации.

### В черте оседлости

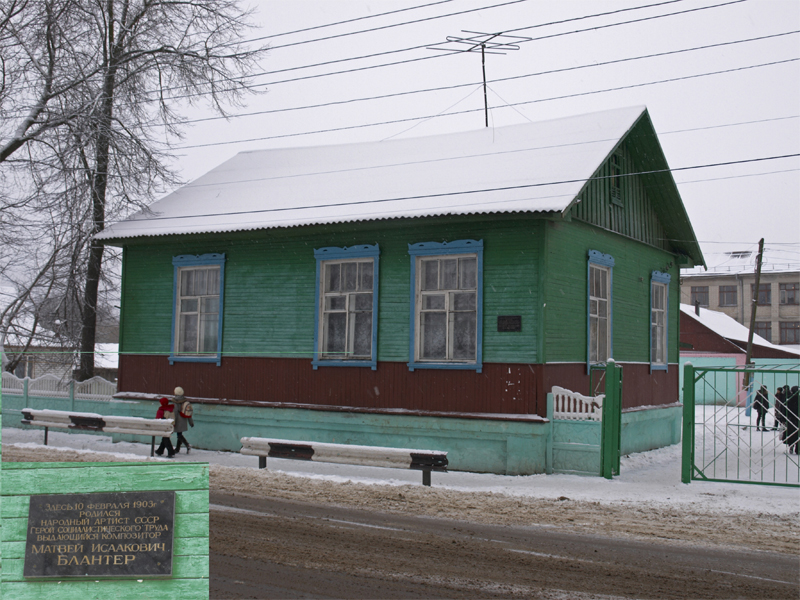
Дом, в котором родился Матвей Блантер

С 10 мая 1903 года Почеп с посёлком по закону вошёл в черту оседлости. В 1897 году в Почепе проживало 3172 еврея (32,6 %), в 1923 — 3995, в 1926 — 3616, в 1939 году — 2314. В начале XX века в Почепе действовала организация Бунда. В 1910 году в Почепе имелись четыре синагоги, частное еврейское мужское училище, еврейское кладбище. В 1912 году работало еврейское ссудо-сберегательное товарищество. В 1914 году евреям принадлежали две рыбные лавки и обе лавки железо-скобяных товаров. В период Первой мировой войны численность еврейского населения Почепа увеличилась за счёт евреев, выселенных из пограничных районов и районов военных действий. В 1915 году в Почепе с целью спровоцировать погром распространялись слухи об отравлении евреями двух новобранцев. После ходатайства евреев исправник вывесил объявление, опровергавшее слухи.
В период Гражданской войны отрядом еврейской самообороны руководил Д. Пинес. После 1917 года по приглашению своего друга писателя Шимона Быховского в Почепе некоторое время жил Н. Горен: он был учителем в местной школе, участвовал в издании газеты «Йедиот Ха-Совет Почеп». В 1918—1921 годах в Почепе действовало отделение партии «Поалей Цион». В 1920 году был организован еврейский рабочий комитет профсоюзов и рабочих организаций (вскоре был распущен горсоветом). В том же году открылась еврейская школа. В 1926 году в Почепе работали еврейская школа 1-й ступени, библиотека.
Выходцы из Почепа организовали в Евпаторийском районе Крыма еврейский земледельческий коллектив. В 1928 году в районе Почепа был образован еврейский земледельческий коллектив «Восход»; в 1936 году действовал еврейский колхоз «Эмес».
В 1930-х годах в Почепе были закрыты последние синагоги: в 1933 году — «Ашкеназ», а в 1934 году — «Бейс Исроэль».
22 августа 1941 года Почеп оккупировали части вермахта. С января по март 1942 года в городе было убито более 1800 евреев. После 1945 года на братской могиле был установлен памятник с надписью на иврите. По переписи 2002 года, в Почепе проживало 13 евреев.

## Религия
Город является центром Почепского благочиния Клинцовской епархии. В Почепе действуют:
- храм Воскресения Христова;
- храм во имя святого пророка Илии;
- храм Преподобного Антония Римлянина;
- храм Успения Пресвятой Богородицы (бывший храм во имя святого равноапостольного князя Владимира).

## Достопримечательности и памятники истории
- На левом, противоположном от «старого» Почепа, берегу реки Судость находится памятник истории и археологии местного значения, крепость бастионного типа, возведённая по приказу Петра I в 1706—1707 годах для обороны города от шведов. В первой половине XVIII века, в период владычества над Почепом А. Д. Меньшикова, «новая», левобережная часть города, носила в его честь название Александрополь[47]. Современное название достопримечательности — полевая крепость «Валы»[48].
- Народный музей пожарной охраны.
- Почепский краеведческий музей.
- Памятник — танк Т-34-85.
- Дом композитора Блантера.
- Аллея Славы войск РХБЗ.

## Экономика
Среди предприятий Почепа: хлебозавод, молокозавод, швейная фабрика «Надежда», маслодельный завод, деревообрабатывающие предприятия, ОАО «Мираторг», АО «Куриное Царство-Брянск».

## Транспорт
Через Почеп проходит трасса федерального значения A240 Брянск — Красный Камень, далее переходящая в магистраль M10 до Кобрина.

Железнодорожная станция Почеп на линии Брянск-Гомель.

## СМИ
Радио:
- 100,1 Авторадио
- 100,5 Радио Дача
- 101,3 Радио России / ГТРК Брянск
- 105,5 Дорожное радио

Печатные издания:
- «Почепское слово»[49]

## Факты

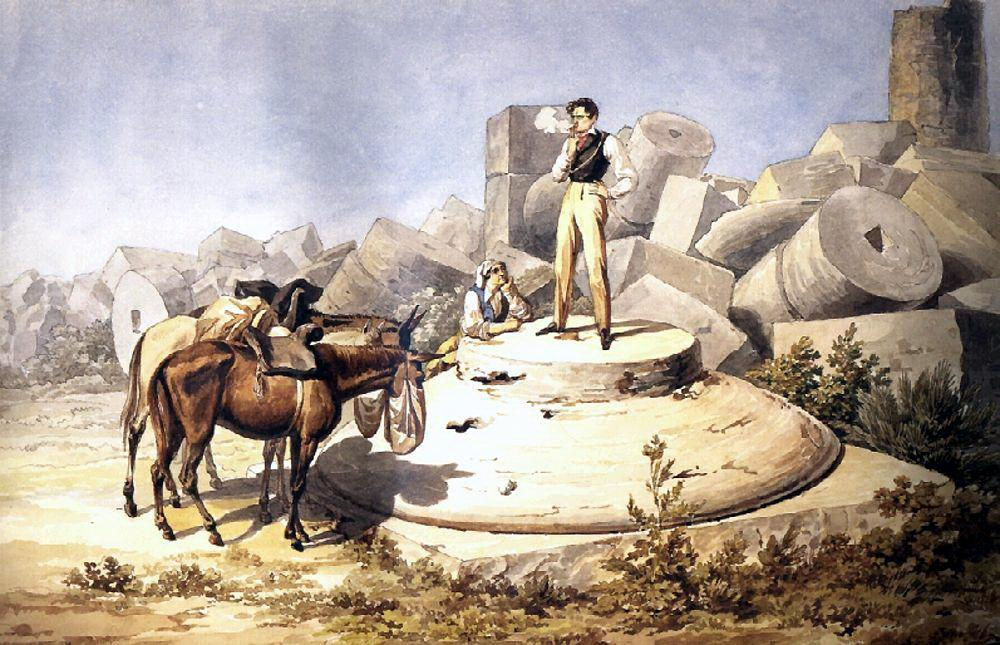
Карл Брюллов. Портрет В. А. Перовского на капители колонны. 1824

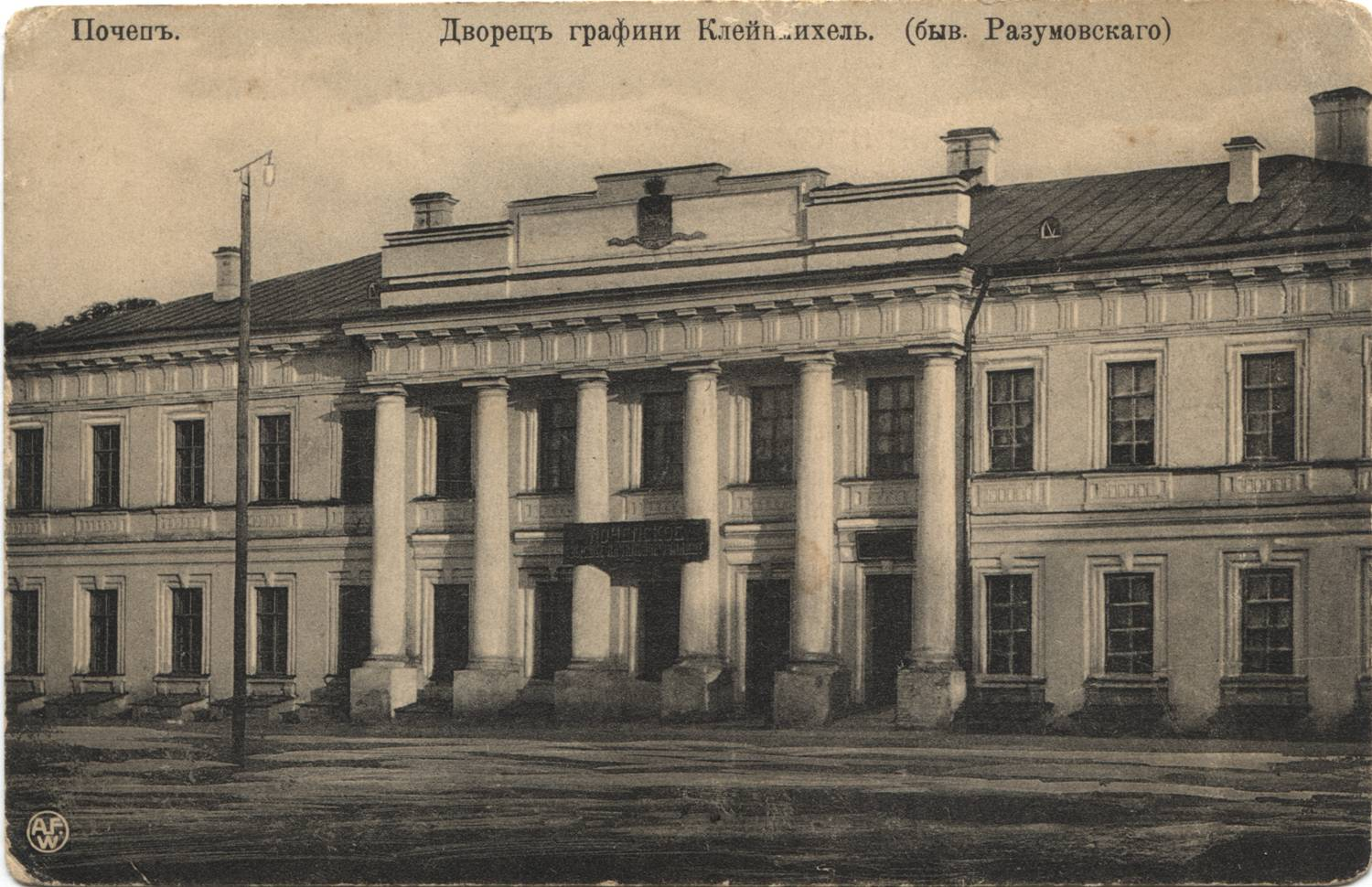
Дворец Клейнмихеля, бывший Разумовских

- На северной окраине города Почепа, близ «Валов» — земляного укрепления петровских времён — находится почепское селище (в археологии — древнее исчезнувшее неукреплённое поселение) первых веков нашей эры[50].
- По версии профессора Г. И. Стафеева, пограничная крепость между Литовским и Московским княжествами называлась Чеп, а сама граница проходила, таким образом, «по Чеп». Это одна из гипотез о происхождении названия города.
- В Почепе 9 октября 1708 года фельдмаршал Б. П. Шереметев провёл военный совет (конзилиум), на котором обсуждалось, каким образом вести военные действия против армии Карла XII.
- С Почепом связаны дворянские роды Разумовских, Перовских, Клейнмихелей.
- В Почепе бывал в гостях у графа А. К. Разумовского во дворце поэт В. В. Капнист
- В Почепе постановлением Черниговского губернского правления за № 127130 от 29 ноября 1837 года была учреждена Крещенская ярмарка[51].
- В Почепе провёл свои детские годы писатель А. К. Толстой.
- В Почепе находился около двух месяцев в 1918 году отряд червонных казаков под командованием комкора В. М. Примакова.
- Известно, что одну ночь (с 25 на 26 августа 1941 года) в Почепе провёл немецкий генерал Гейнц Гудериан.[52]
- В сентябре 1943 года в Почепе недолго находился вместе со своей воинской частью А. И. Солженицын.
- В окрестностях Почепа находился крупнейший в СССР (из 7 официальных) склад химического оружия, содержавший около 7 500 тонн нервно-паралитических газов (VX, зарина и зомана), которыми были наполнены более чем 67 000 снарядов (16,8 % от общих запасов России). В настоящее время построенный для уничтожения этого арсенала завод полностью переработал запас химического оружия[53].